# Mute (zespół muzyczny)
MUTE – zespół rockowy powstały 2004 roku w Warszawie. 
Pierwsze nagranie tej grupy powstało w 2005 roku i nosiło tytuł The Cinder. Pod koniec 2006 roku zespół nagrał swoją pierwszą profesjonalną płytę – PROLOG, która ukazała się 16 lutego w dniu koncertu ją promującego. W swojej działalności zespół MUTE zagrał już koncerty z takimi artystami polskiej sceny jak: Akurat, Happysad, Paprika Korps i Zbigniew Wodecki.
W 2006 roku zespół wygrał przegląd ATA2006 w kategorii „zespoły rockowe”. Wraz z wydaniem płyty zespół wystąpił również w programie telewizyjnym Kuźnia talentów.
9 kwietnia 2009 Patryk Klepacki i Michał Traczyk zginęli tragicznie w wypadku samochodowym.

## Muzycy

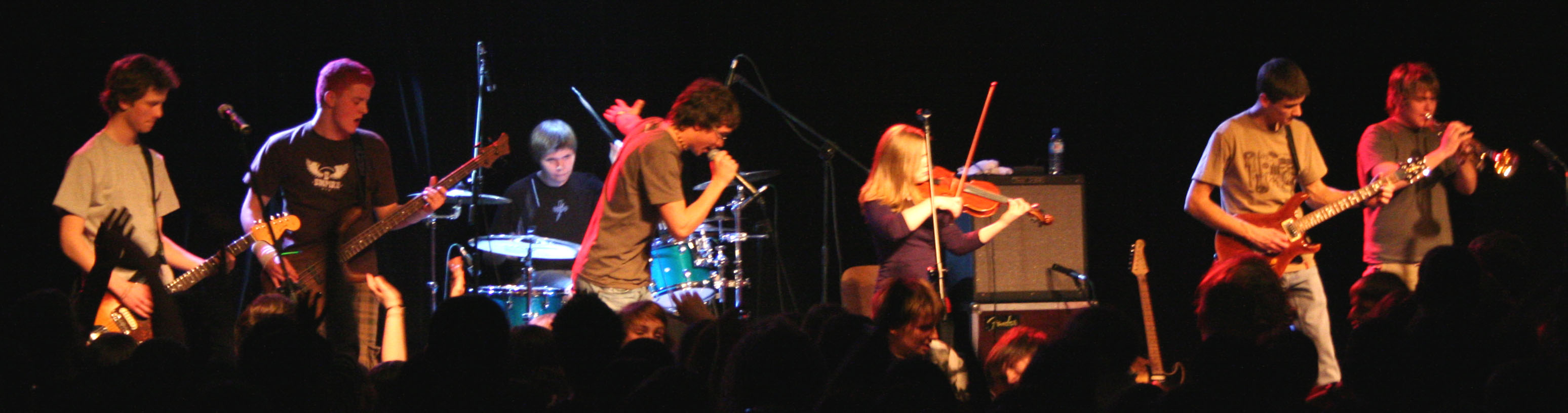
MUTE w „DK WŁOCHY”

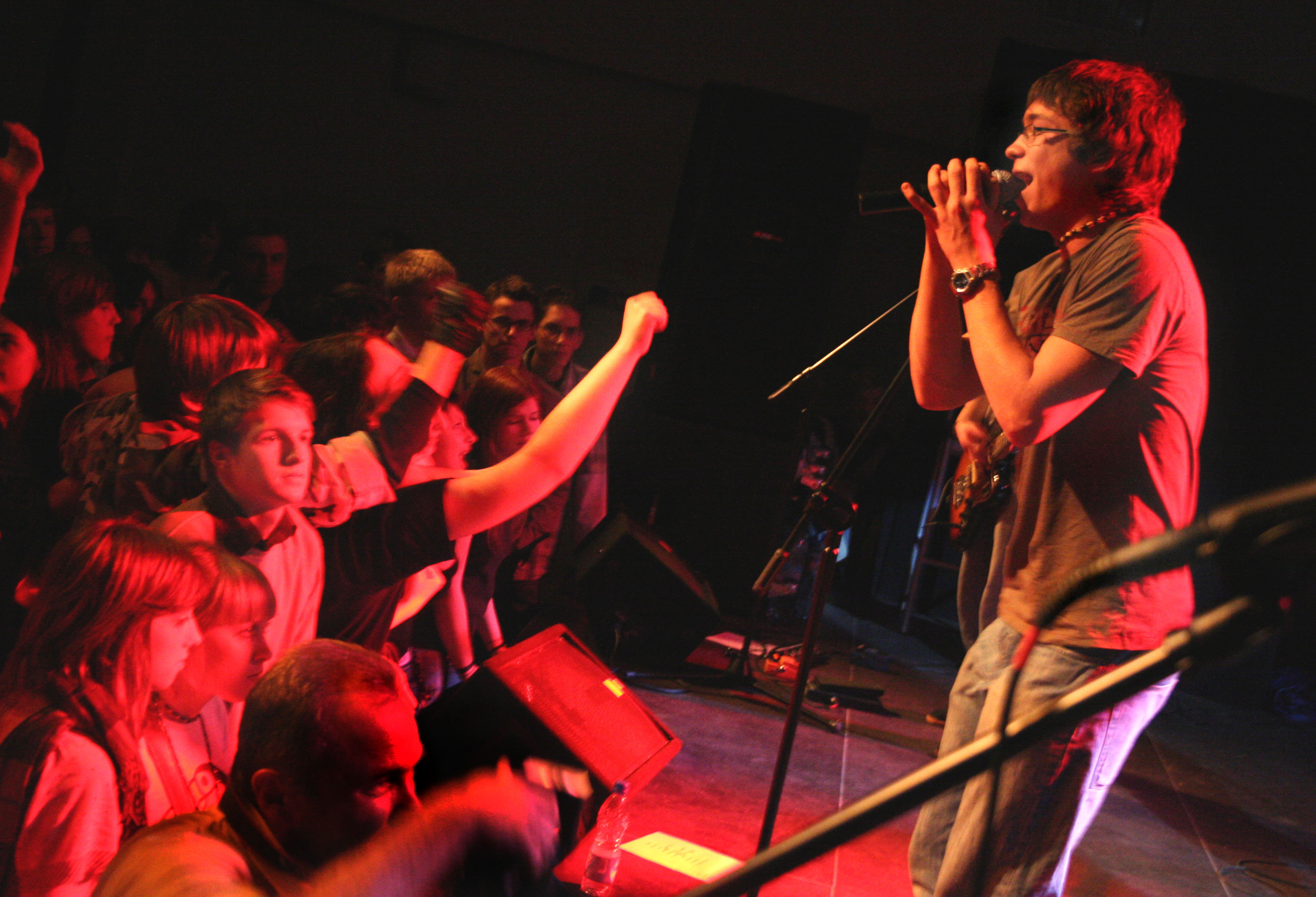
Mariusz Oborski i publiczność na koncercie

### Obecny skład zespołu
- Mariusz „Marian” Oborski – wokal
- Seweryn Gładyga – gitara basowa
- Bartosz „Rogal” Rogula – perkusja
- Piotr „Szfagier” Szwajgier – gitara
- Michał „Biały” Białas – gitara
- Andrzej „Silu” Silski – trąbka
- Paweł Szwajgier – saksofon

### Byli członkowie zespołu
- Piotr „Kryniak” Kryński – gitara
- Ola Błachno – skrzypce
- Michał Stelmach – gitara
- Michał Traczyk – perkusja
- Patryk Klepacki – gitara basowa

## Dyskografia
- THE CINDER (2005) – demo
- PROLOG (2007)
- Bliżej końca (2010)